# Voore, Jõgevamaa
Voore är en by (estniska: küla) i Mustvee kommun i landskapet Jõgevamaa i östra Estland. Byn ligger vid ån Kullavere jõgi, cirka 140 kilometer sydöst om huvudstaden Tallinn på en höjd av 62 meter över havet. Antalet invånare 2010 var 321.
Innan kommunreformen 2017 hörde byn till dåvarande Saare kommun.

## Geografi
Terrängen runt Voore är platt, och sluttar österut. Runt Voore är det mycket glesbefolkat, med sju invånare per kvadratkilometer. Närmaste större samhälle är staden Mustvee, 18,4 kilometer nordöst om Voore. I omgivningarna runt Voore växer i huvudsak blandskog.

### Klimat
Årsmedeltemperaturen i trakten är 2 °C. Den varmaste månaden är juli, då medeltemperaturen är 17 °C, och den kallaste är februari, med −12 °C.

## Bildgalleri

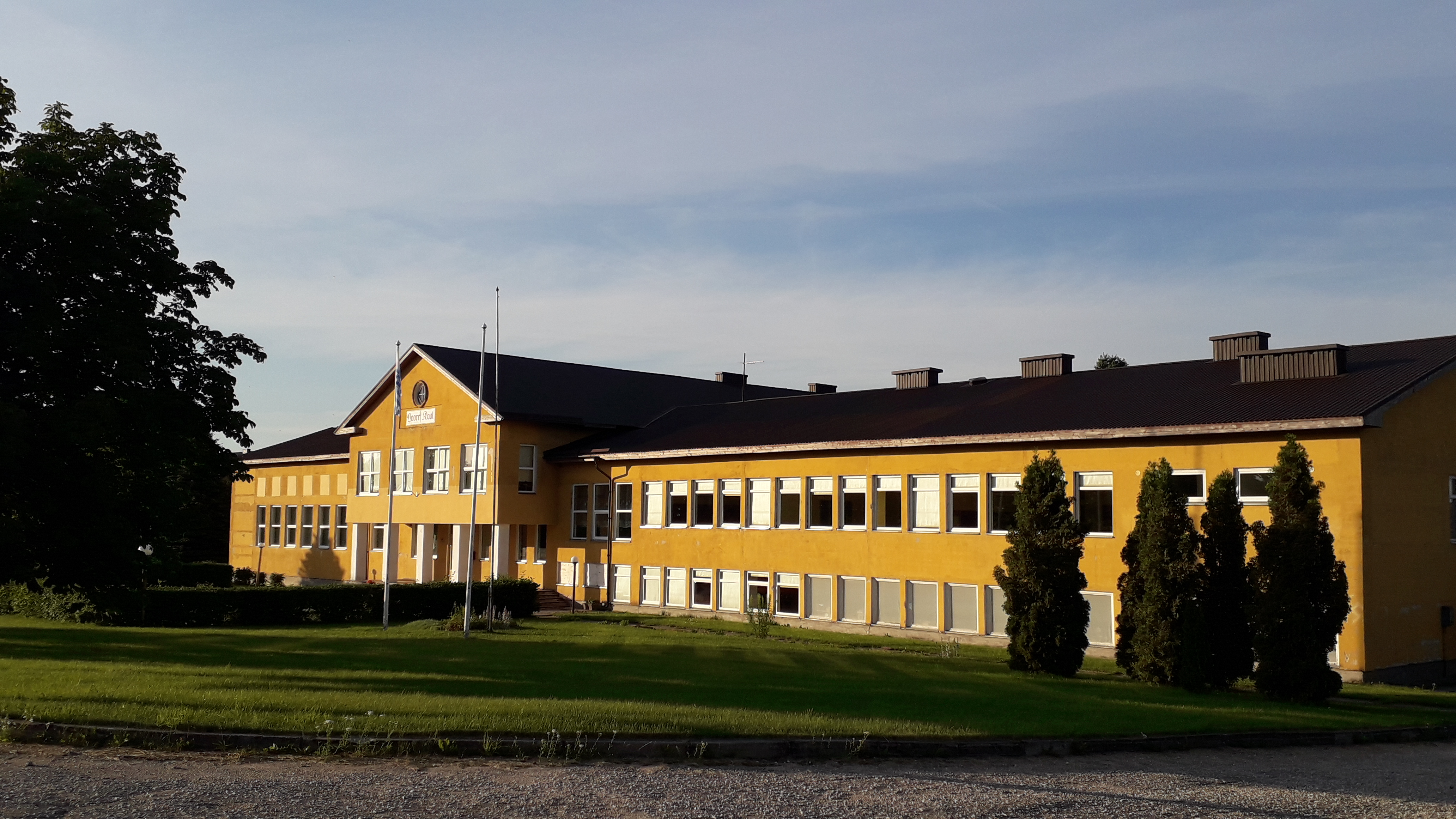
Voore skola.
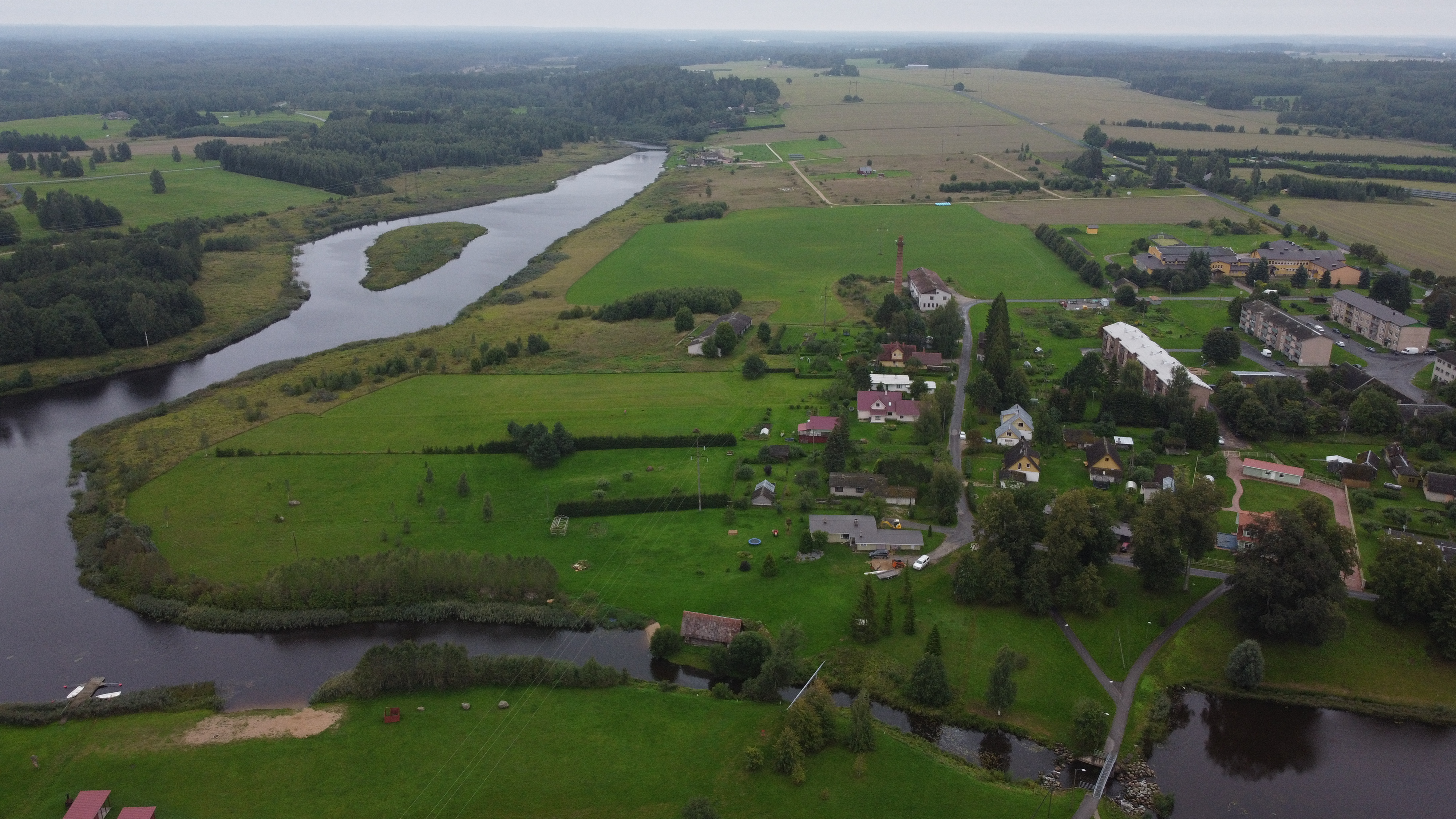
Ån Kullavere jõgi vid Voore.
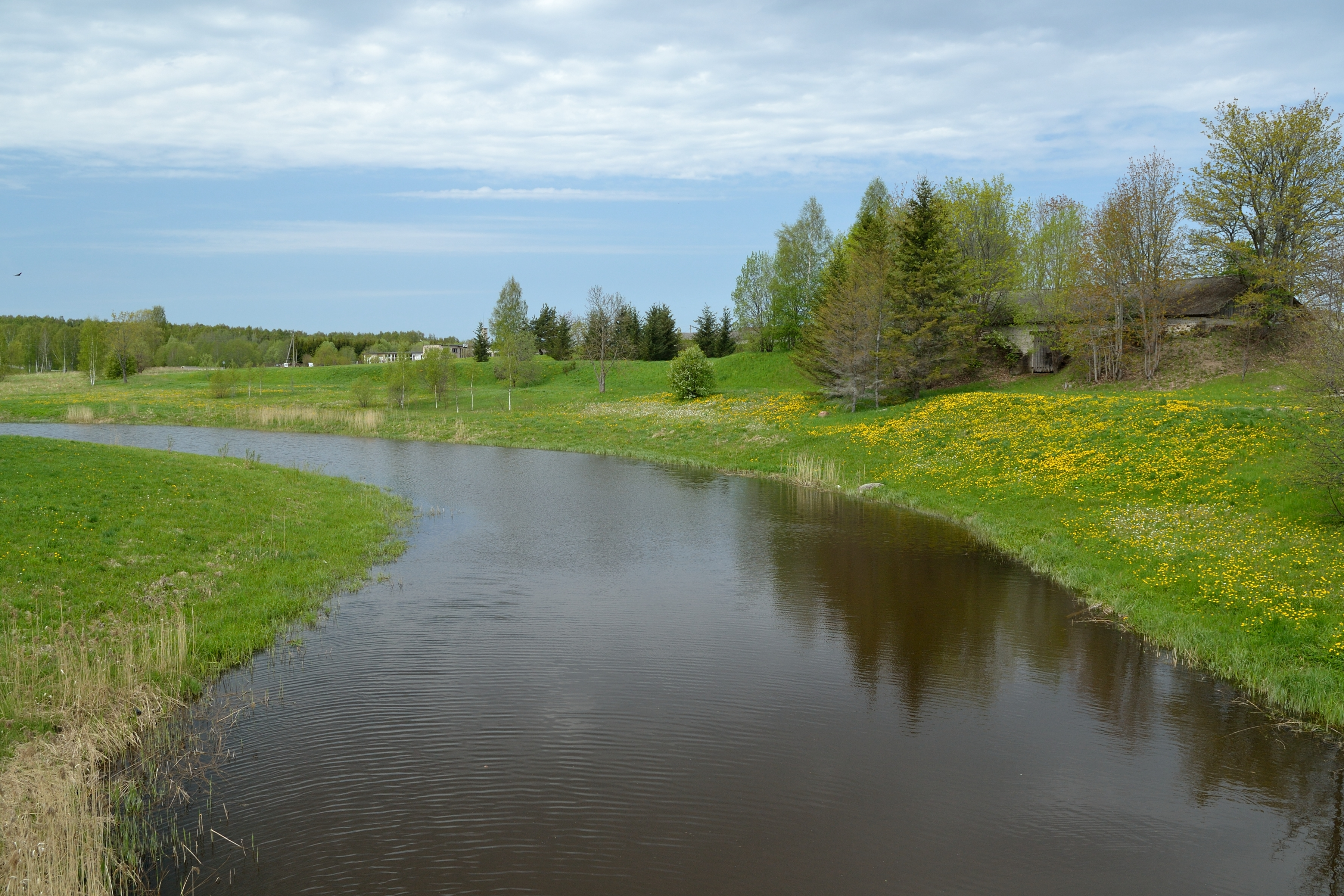
Kullavere jõgi sedd från bron i centrala Voore.
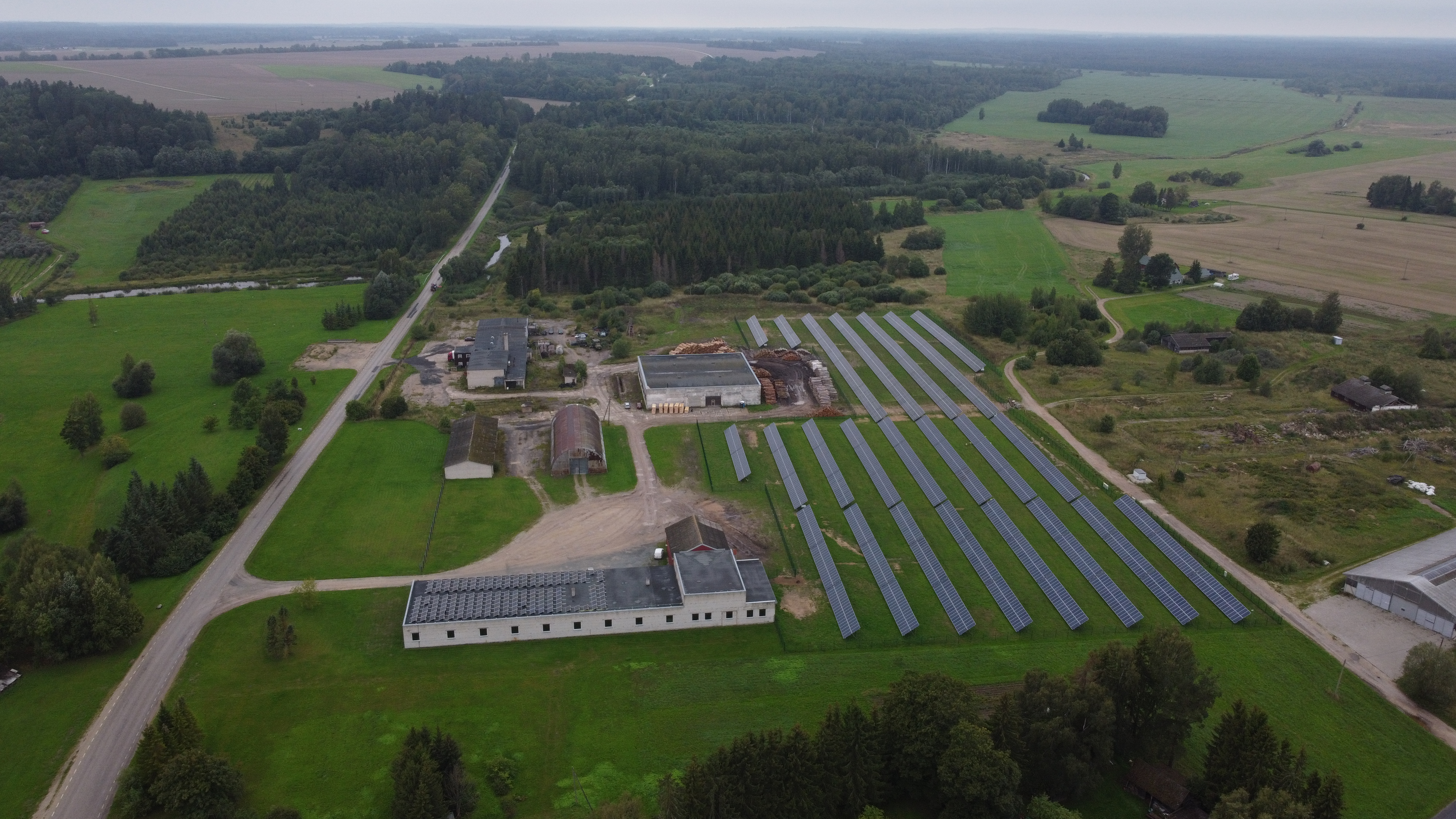
Solpanelsparken i Voore.
- Drönarvideo av Voore.

1. ↑  Framräknat ur höjduppgifter (DEM 3") från Viewfinder Panoramas.[2] Mer om algoritmen finns här: Användare:Lsjbot/Algoritmer.
2. ↑  Framräknat ur variansen i alla höjduppgifter (DEM 3") från Viewfinder Panoramas, inom tio kilometers radie.[2] Mer om algoritmen finns här: Användare:Lsjbot/Algoritmer.